# Bjarne Hansen (labdarúgó, 1929)
Bjarne Hansen (Oslo, 1929. május 27. – Oslo, 2023. január 16.) válogatott norvég labdarúgó, hátvéd.

## Pályafutása

### Klubcsapatban
1947 és 1964 között a Vålerengen labdarúgója volt. Összesen 158 élvonalbeli mérkőzésen szerepelt és egy gólt szerzett.

### A válogatottban
1957–58-ban három alkalommal szerepelt a norvég válogatottban. 1957. november 10-én a Népstadionban, a magyar válogatott ellen debütált. A budapesti világbajnoki selejtezőn 5–0-s vereséget szenvedett a norvég csapat.

## Sikerei, díjai
Vålerengen
- Norvég bajnokság
  - 2.: 1948–49

## Statisztika

### Mérkőzései a norvég válogatottban
| Norvégia | Norvégia             | Norvégia               | Norvégia     | Norvégia | Norvégia   | Norvégia         | Norvégia | Norvégia |
| #        | Dátum                | Helyszín               | Hazai        | Eredmény | Vendég     | Kiírás           | Gólok    | Esemény  |
| -------- | -------------------- | ---------------------- | ------------ | -------- | ---------- | ---------------- | -------- | -------- |
| 1.       | 1957. november 10.   | Budapest, Népstadion   | Magyarország | 5 – 0    | Norvégia   | vb-selejtező     | -        |          |
| 2.       | 1958. augusztus 13.  | Oslo, Ullevaal Stadion | Norvégia     | 6 – 5    | NDK        | barátságos       | -        |          |
| 3.       | 1958. szeptember 14. | Oslo, Ullevaal Stadion | Norvégia     | 0 – 2    | Svédország | Északi bajnokság | -        |          |
|          | Összesen             |                        |              | 3        | mérkőzés   |                  | 0        | gól      |